# Nemes Sándor
Nemes Sándor, Alexander Neufeld, Perry Neufeld, (Budapest, 1899. szeptember 25. – 1977. október 27.) magyar és osztrák válogatott labdarúgó, csatár, edző.

## Pályafutása

### Klubcsapatban
1916 és 1919 között szerepelt a Ferencvárosban. A Fradiban 77 mérkőzésen szerepelt (57 bajnoki, 13 nemzetközi, 7 hazai díjmérkőzés) és 27 gólt szerzett (18 bajnoki, 9 egyéb).

### A válogatottban
1918 és 1919 között három alkalommal szerepelt a magyar válogatottban, 1925-ben két alkalommal az osztrák válogatottban.

## Sikerei, díjai

### Játékosként
- Magyar bajnokság
  - 2.: 1917–18, 1918–19
  - 3.: 1919–20
- Osztrák bajnokság
  - bajnok.: 1924–25

### Edzőként
- Jugoszláv bajnokság
  - bajnok: 1933, 1935

## Statisztika

### Mérkőzései a magyar válogatottban
| Magyarország | Magyarország     | Magyarország                    | Magyarország | Magyarország | Magyarország | Magyarország | Magyarország | Magyarország |
| #            | Dátum            | Helyszín                        | Hazai        | Eredmény     | Vendég       | Kiírás       | Gólok        | Esemény      |
| ------------ | ---------------- | ------------------------------- | ------------ | ------------ | ------------ | ------------ | ------------ | ------------ |
| 1.           | 1918. május 12.  | Budapest, Hungária körúti pálya | Magyarország | 2 – 1        | Svájc        | barátságos   | -            |              |
| 2.           | 1918. június 2.  | Bécs, WAC-Platz                 | Ausztria     | 0 – 2        | Magyarország | barátságos   | -            |              |
| 3.           | 1919. október 5. | Bécs, WAC-Platz                 | Ausztria     | 2 – 0        | Magyarország | barátságos   | -            |              |
|              | Összesen         |                                 |              | 3            | mérkőzés     |              | 0            | gól          |

### Mérkőzései az osztrák válogatottban
| Ausztria | Ausztria          | Ausztria  | Ausztria   | Ausztria | Ausztria | Ausztria   | Ausztria | Ausztria |
| #        | Dátum             | Helyszín  | Hazai      | Eredmény | Vendég   | Kiírás     | Gólok    | Esemény  |
| -------- | ----------------- | --------- | ---------- | -------- | -------- | ---------- | -------- | -------- |
| 1.       | 1925. július 5.   | Stockholm | Svédország | 2 – 4    | Ausztria | barátságos | -        |          |
| 2.       | 1925. november 8. | Bern      | Svájc      | 2 – 0    | Ausztria | barátságos | -        |          |
|          | Összesen          |           |            | 2        | mérkőzés |            | 0        | gól      |